# Domhnall Gleeson

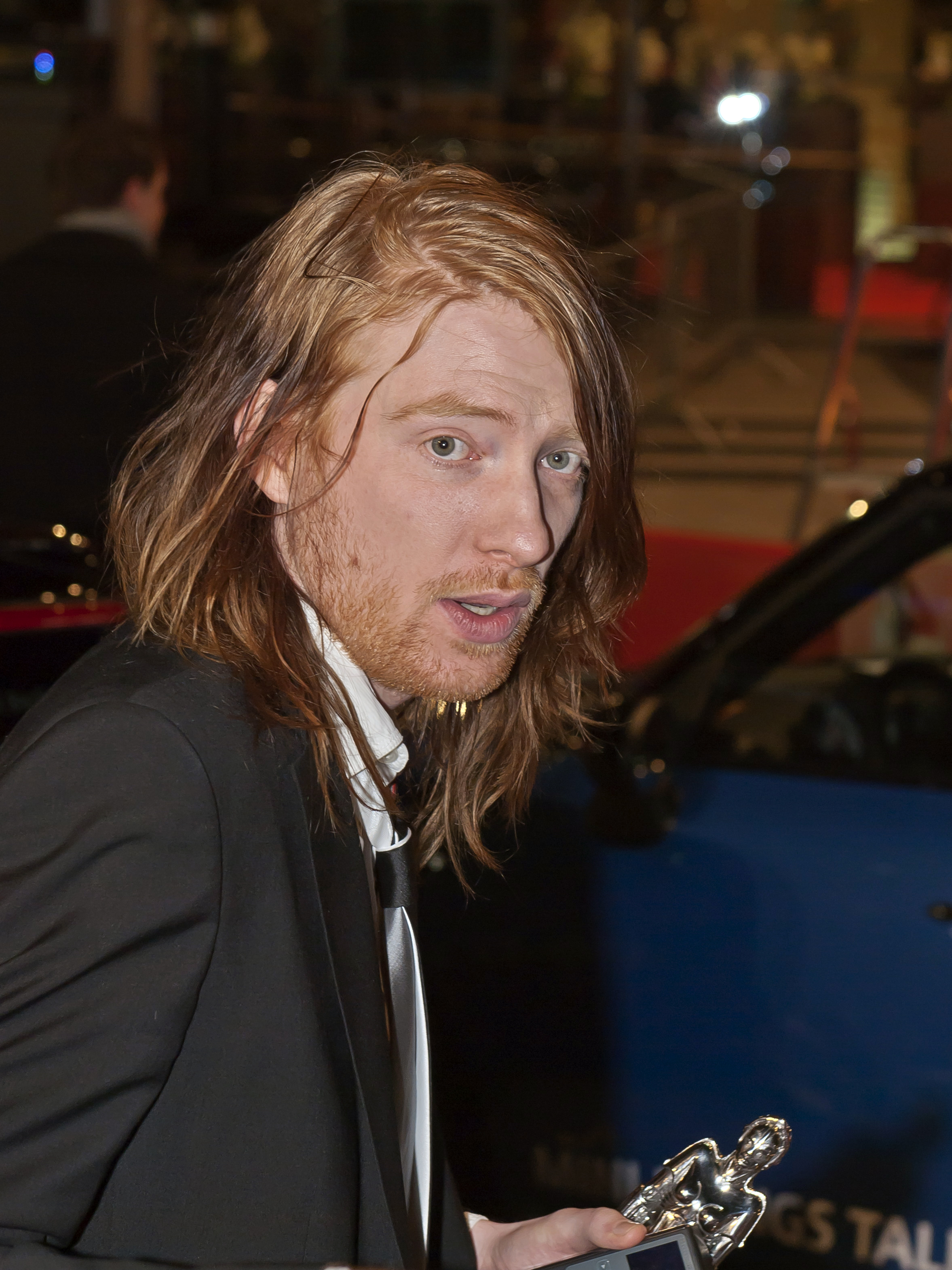
Domhnall Gleeson (festiwal w Berlinie w 2011)

Domhnall Gleeson (ur. 12 maja 1983 w Dublinie) – irlandzki aktor filmowy i telewizyjny, również scenarzysta. Grał m.in. generała Huxa w filmie Gwiezdne wojny: Przebudzenie Mocy i Caleba w filmie Ex Machina.
Jest najstarszym synem aktora Brendana Gleesona i Mary Weldon. Ma trzech braci: Fergusa, Briana i Ruairi.

## Filmografia
- 2004: Sześciostrzałowiec (Six Shooter) jako Kasjer
- 2006: Studs jako Trampis
- 2010: Harry Potter i Insygnia Śmierci: Część I (Harry Potter and the Deathly Hallows: Part I) jako Bill Weasley
- 2010: Nie opuszczaj mnie (Never Let Me Go) jako Rodney
- 2010: Prawdziwe męstwo jako Moon (The Kid)
- 2011: Harry Potter i Insygnia Śmierci: Część II (Harry Potter and the Deathly Hallows: Part II) jako William „Bill” Weasley
- 2012: Anna Karenina jako Konstantyn Lewin
- 2012: Kryptonim: Shadow Dancer (Shadow Dancer) jako Connor
- 2013: Czas na miłość (About time) jako Tim
- 2014: Frank jako Jon Burroughs
- 2014: Niezłomny (Unbroken) jako Russel „Phil” Phillips
- 2015: Ex Machina jako Caleb
- 2015: Gwiezdne wojny: Przebudzenie Mocy (Star Wars: The Force Awakens) jako generał Hux
- 2015: Zjawa (The Revenant) jako Andrew Henry
- 2015: Brooklyn jako Jim Farrell
- 2017: Mother! jako najstarszy syn
- 2017: Barry Seal: Król przemytu jako Monty 'Schafer'
- 2017: Gwiezdne wojny: Ostatni Jedi  (Star Wars: The Last Jedi) jako generał Hux
- 2019: Gwiezdne wojny: Skywalker. Odrodzenie jako generał Hux